# 가마쿠라 공방
가마쿠라 공방(일본어: 鎌倉公方)은 무로마치 시대에 무로마치 막부의 세이이타이쇼군이 간토 지방의 10개 구니에 출장기관으로 설치했던 가마쿠라 부(鎌倉府)의 장관이다. 간토 공방(関東公方)이라고도 한다.
가마쿠라 공방이란 어디까지나 역사학 용어로, 당대에 사용되었던 호칭은 아니다. 당시의 일반적인 호칭으로 쓰였던 것은 가마쿠라 어소(鎌倉御所) 또는 가마쿠라도노(鎌倉殿)이다. 또한, 가마쿠라 공방은 엄밀하게 말하면 쇼군이 임명하는 막부의 정식 역직(役職)이 아니라 가마쿠라에서 쇼군의 부재를 대리하는 사람에 불과하였다.

## 역사
1349년에 무로마치 막부의 초대 쇼군 아시카가 다카우지와 동생 아시카가 다다요시(足利直義)의 대립(간노의 소란(観応の擾乱)에서 발전)이 심화되었을 때, 다다요시를 대신하여 정무를 보기 위하여 교토로 상경한 다카우지의 아들 아시카가 요시아키라(足利義詮)의 뒤를 이어 가마쿠라로 내려온 아시카가 모토우지(足利基氏)가 초대 가마쿠라 공방이다. 간토 간레이의 보좌역으로서 간토 10개 국(후에 무쓰국·데와국까지 관할)을 지배하였으나, 대가 내려가면서 교토의 막부와의 관계가 소원해지고 종국에는 막부와 대립하기에 이르렀다. 에이쿄의 난(永享の乱) 때에는 간토 간레이와도 대립각을 세운 끝에, 1439년에 제 4대 가마쿠라 공방 아시카가 모치우지(足利持氏)가 분쟁에서 패배하고 자결하였기 때문에 일시적으로 단절되기도 하였다.
1447년에 모치우지의 아들 시게우지(成氏)가 막부로부터 가마쿠라 공방 취임을 허가받아 부활하였다. 그러나, 후에 막부와 대립하게 된 시게우지가 1455년에 시모우사 국 고가(古河)로 본거지를 옮기고 고가 공방(古河公方)이라 자칭하게 되었다(교토쿠의 난(享徳の乱)).
이에 맞서 막부는 조로쿠 2년(1458년)에 아시카가 마사토모(足利政知)를 정식 가마쿠라 공방으로 임명하여 파견하였으나, 마사토모는 가마쿠라에 들어가지 못한 채 이즈국 호리고에를 본거지로 삼고 호리고에 공방이라고 칭하여 간토 지방에는 두 공방이 양립하게 되었다.

## 명칭에 대하여
실제 일본의 사료들은 「간토쇼군」(関東将軍), 「히가시노쇼군」(東将軍) 등으로 나온다. 또한 쇼군과 더불어 「都鄙之将軍家」라고도 불렸다.
일설에는 「鎌倉殿（公方）」의 당초 정식 역직명은 「간토간레이」로 우에스기 씨(上杉氏)는 「집사」였는데 집사 집안이 간토간레이가 되고 본래 「関東管領家」가 「鎌倉（関東）公方」가 되었다고도 한다. 이는 『鎌倉市史』에 따른 것으로, 이는 『足利治乱記』에서 나온 착설이다. 일본의 『국사대사전』(国史大辞典)에도 모토우지를 『園太暦』에서 「関東管領」라고 부르고 있는 것은 정식 호칭이 아니고 『무가보임』(武家補任) 등에서 「가마쿠라 간레이」(鎌倉管領)라고 부르고 있는 것도 후세의 글에서 나온 것으로 믿을 수 없다고 되어 있다.

## 역대 가마쿠라 공방
| 대수 | 이름                        | 재임기간      | 비고                                                            |
| ---- | --------------------------- | ------------- | --------------------------------------------------------------- |
| 초대 | 아시카가 모토우지(足利基氏) | 1349년-1367년 |                                                                 |
| 2대  | 아시카가 우지미쓰(足利氏満) | 1367년-1398년 |                                                                 |
| 3대  | 아시카가 미쓰카네(足利満兼) | 1398년-1409년 |                                                                 |
| 4대  | 아시카가 모치우지(足利持氏) | 1409년-1439년 | 에이쿄의 난으로 모치우치 자결. 가마쿠라 공방직 일시 단절        |
| 5대  | 아시카가 시게우지(足利成氏) | 1447년-1455년 | 1455년 시모우사 국 고가(古河)로 거소를 옮기고, 고가 공방을 칭함 |

## 같이 보기
- 이나무라 공방 - 아시카가 미쓰사다
- 사사가와 공방 - 아시카가 미쓰나오
- 호리고에 공방
- 오유미 공방
- 아와 구보
- 가마쿠라도노

1. ↑  谷口 2022, 13쪽.
2. ↑  鎌倉市史編纂委員会, 편집. (1959). 《鎌倉市史》 5. 吉川弘文館. 12쪽.
3. ↑  貫達人 (1983년 2월). “関東管領”. 《国史大辞典》 (吉川弘文館) 3: 886–887.